# Deldan Namgyal
Deldan Namgyal was een koning uit de Namgyal-dynastie van Ladakh. Hij regeerde over Ladakh van 1642 tot 1694. Zijn voorganger was zijn vader Sengge Namgyal.

## Levensloop
In Baltistan versloeg Deldan een Mogolleger.
Deldan stond aan de zijde van Bhutan in een religieus conflict tussen dat land en Tibet dat leidde tot een invasiepoging van de vijfde dalai lama.
Hij werd geholpen door Kasjmir om de heerschappij in Ladakh te herstellen. De hulp van de islamitische keizer Aurangzeb van het Mogolrijk gebeurde in ruil voor de toestemming van de bouw van een moskee in Leh en de bekering van de koning tot de islam. Daarnaast werd hij verplicht alle waardevolle wol van de kasjmirgeit, de pashmina, naar Kasjmir te zenden.
Het Akkoord van Temisgam in 1684 beëindigde formeel het conflict tussen Tibet en Ladakh, hoewel Ladakhs onafhankelijkheid ernstig beschadigd bleef.